# Hemligt uppdrag i Marseille
Hemligt uppdrag i Marseille (franska: Symphonie pour un massacre) är en fransk-italiensk kriminalfilm från 1963 i regi av Jacques Deray.
Filmen är baserad på Alain Reynaud-Fourtons roman Les Mystifies.

## Rollista i urval
- Michel Auclair - Clavet
- Claude Dauphin - Valoti
- José Giovanni - Moreau
- Michèle Mercier - Madeleine Clavet
- Daniela Rocca - Hélène Valoti
- Jean Rochefort - Jabeke
- Charles Vanel - Paoli